# 강진광주고속도로
강진광주고속도로(康津光州高速道路, 고속국도 제255호선)는 전라남도 강진군 작천면을 기점으로, 광주광역시 서구 벽진동을 종점으로 하는 대한민국의 고속도로이다.

## 개요
낙후된 전라남도 중남부 지역의 개발 촉진 및 지역 경제 활성화를 위해 서해안과 남해안, 광주외곽순환고속도로, 무안광주고속도로를 연계하는 네트워크를 구축하여 물류비용을 절감하고 도로 효율성을 제고하는데 그 목적이 있다. 본래 이 고속도로는 완도군까지 이어지는 것으로 계획되었으나 경제성이 낮아 광주 ~ 강진 구간만 우선 추진되고 있다.

## 역사
- 2017년 7월 11일 : 전라남도 강진군 작천면 현산리 ~ 광주광역시 서구 벽진동 51.11 km 구간을 고속국도 제255호선 강진광주고속도로(강진 ~ 광주선)로 지정[2]
- 2017년 11월 24일 : 2026년까지 고속도로 신설을 위해 전라남도 강진군 작천면 현산리 ~ 광주광역시 서구 벽진동 51.11 km 구간 도로구역 결정[3]

## 나들목 · 분기점
- TG는 요금소 (tollgate), SA는 휴게소 (Service Area)를 뜻한다. 나들목 및 분기점의 이름은 현재 가칭으로 명칭은 추후 변경될 수 있다.
- 거리의 단위는 km이다.
- 강진 분기점 (남해고속도로)
- 동영암 (지방도 제835호선)
- 월출산 (지방도 제819호선)
- SA 월출산휴게소
- 금정 (국도 제23호선, 국가지원지방도 제55호선)
- 남나주 (국도 제1호선, 국가지원지방도 제49호선, 국가지원지방도 제60호선)
- 동나주 (빛가람로)
- 대촌 (회재로)
- 벽진 (2순환로)

## 주요 통과지
전라남도
- 강진군 (작천면 - 성전면 - 작천면) - 영암군 (영암읍 - 덕진면 - 금정면) - 나주시 (세지면 - 봉황면 - 산포면 - 다도면 - 남평읍)

광주광역시
- 남구 (압촌동 - 석정동 - 지석동 - 대지동 - 칠석동 - 신장동) - 서구 (벽진동 - 세하동 - 매월동 - 서창동 - 용두동 - 벽진동)